# Белореченский (Иркутская область)
Белоре́ченский — рабочий посёлок, административный центр Усольского района Иркутской области России.

## История
В 1960-х годах принято решение о строительстве современного поселка и агропромышленного комплекса. В состав агропромышленного комплекса входили птицефабрика, свинокомплекс и комбикормовый завод. Проект населенного пункта был рассчитан на 5 тысяч человек. Первым названием поселка стало наименование — Солнечный.
В 1974 году поселок Солнечный переименовали в Белореченский (от названия реки Белая).
В 1984 году Белореченский получил статус поселка городского типа.
23 марта 2016 года было объявлено о проведении общественных слушаний по вопросу переноса центра Усольского района в посёлок Белореченский. 19 октября 2016 года центр района официально перенесён в посёлок.
В 2017 году Белореченское муниципальное образование и Мальтинское муниципальное образование были объединены в Белореченское городское муниципальное образование.
В январе 2017 года жители села Мальта проголосовали за ликвидацию Мальтинского МО и вхождение села в Белореченское МО. Несмотря на то, что фактически село Мальта и пос. Белореченский давно составляют один населенный пункт, после объединения село Мальта юридически должно было сохранить свое существование, но в составе Белореченского МО. Создание нового МО планировалось завершить к сентябрю 2017 года. Население объединённого Белореченского МО должно было составить около 10-12 тыс. человек.

## Население
| 1989  | 2002  | 2009  | 2010  | 2011  | 2012  | 2013  |
| ----- | ----- | ----- | ----- | ----- | ----- | ----- |
| 8368  | ↗8458 | ↘8365 | ↘7984 | ↘7948 | ↘7867 | ↘7844 |
| 2014  | 2015  | 2016  | 2017  | 2020  | 2021  |       |
| ↘7833 | ↗7882 | ↘7851 | ↘7790 | ↘7643 | ↘7598 |       |

## Инфраструктура
- Сельскохозяйственный производственный кооператив «Усольский свинокомплекс». Открыт 23 октября 1978 года как свинокомплекс «Усольский». Один из крупнейших в Восточной Сибири и на Дальнем Востоке предприятий по переработке и реализации мяса и мясопродуктов из охлажденной свинины собственного производства. Ежедневно предприятие выпускает более 80 тонн мясной продукции[17].
- Белореченская птицефабрика.
- Районный дом культуры, школа, лицей, детские сады, спорткомплекс и ФОК, участковая больница, лесничество, православные храм и часовня.